# Ilkay Altintas

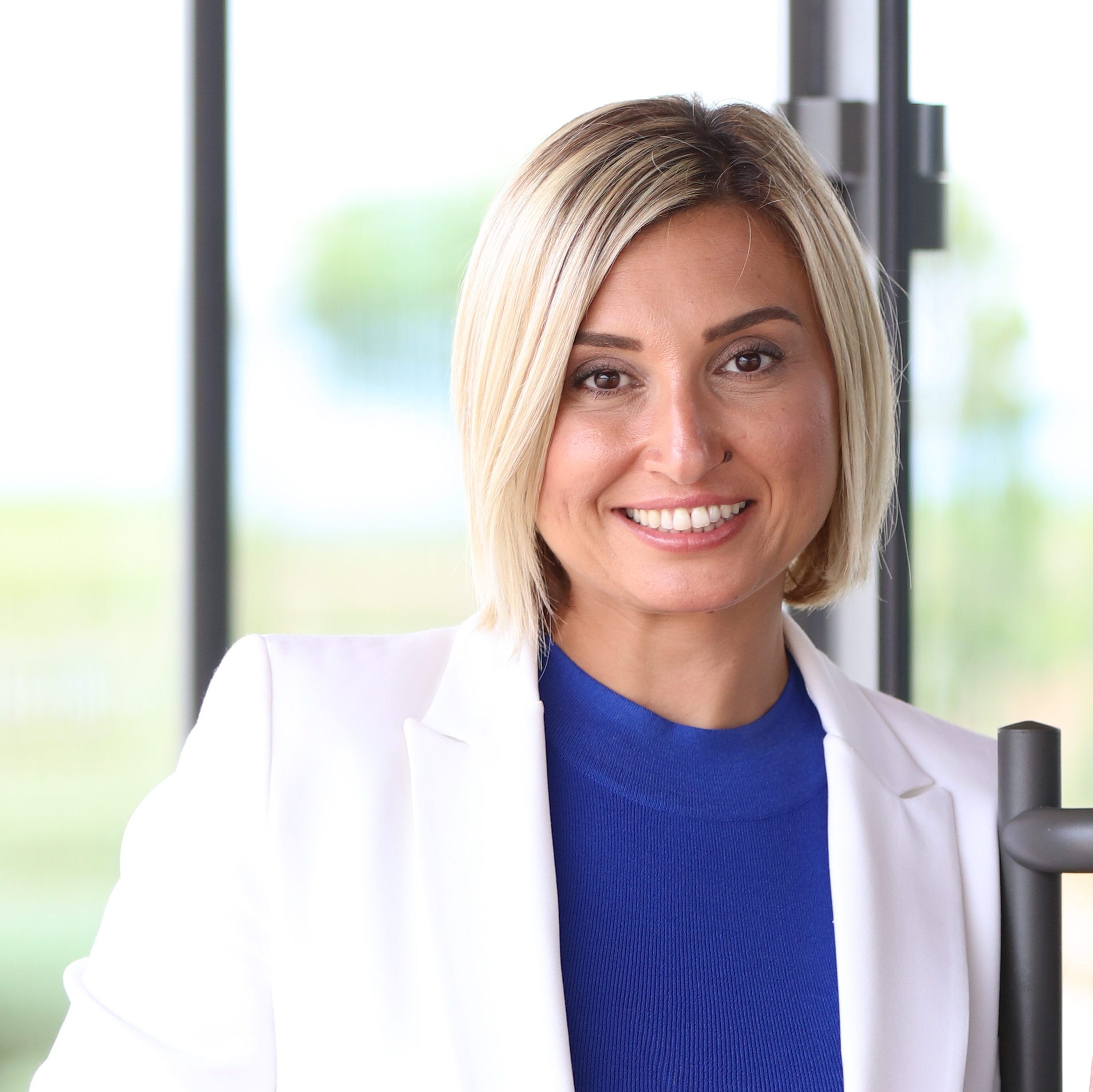
Ilkay Altintas, 2019

 Ilkay Altintas (türkisch İlkay Altıntaş, * 1977 in Aydin, Türkei) ist eine türkisch-amerikanische Informatikerin. Sie ist Chief Data Science Officer am San Diego Supercomputer Center (SDSC) der University of California, San Diego, wo sie auch Gründerin und Direktorin des Workflows for Data Science Center of Excellence sowie des WIFIRE Lab ist.

## Leben und Werk
Altıntaş studierte von 1995 bis 2001 an der Technischen Universität des Nahen Ostens, wo sie 1999 einen Bachelor-Abschluss und 2001 einen Master-Abschluss in Computertechnik erwarb. Sie promovierte 2011 in Computational Sciences an der Universiteit van Amsterdam.
2001 wurde sie Programmieranalytikerin am San Diego Supercomputer Center (SDSC) an der University of California in San Diego. 2015 wurde sie dort Chief Data Science Officer und leitet die strategische Koordination aller Aktivitäten der Computational Data Science bei SDSC. Gleichzeitig beaufsichtigt sie anwendungsbasierte Lösungen und die damit verbundenen Technologien. Sie leitet außerdem die Abteilung Cyberinfrastructure Research, Education, and Development des SDSC (CI-RED). CI-RED umfasst rund 85 Forscher am SDSC, die an einer Vielzahl von Projekten beteiligt sind, die technologische und wissenschaftliche Forschung und Anwendung beinhalten. Zu den Fachgebieten gehören Bioinformatik, Computerchemie, Datenintegration, Geophysik, Ozeanographie, 3D-Modellierung, Analyse und Statistik, wissenschaftliche Arbeitsabläufe, Visualisierung und mehr.
Sie leitet auch das Exzellenzzentrum Workflows for Data Science (WorDS), das sie 2014 konzipiert und gegründet hat, um Forscher bei der Schulung von Forschern in der Nutzung wissenschaftlicher Daten zu unterstützen. Sie hat auch das Open-Source-Kepler Scientific Workflow System mitinitiiert und fungierte als Hauptforscherin des WIFIRE-Projekts. Dieses Programm unterstützte ein integriertes System für eine bereits bestehende Cyberinfrastruktur zur Überwachung und Analyse von Waldbränden, Unterstützung von Organisationen der öffentlichen Sicherheit bei der Katastrophenvorsorge und Warnungen durch bessere Vorhersage der Ausbreitungsgeschwindigkeit eines Lauffeuers.
Ihre Forschung konzentriert sich auf Ansätze, um verteilte Computer- und Arbeitsablaufsysteme programmierbarer, wiederverwendbarer, skalierbarer und reproduzierbarer zu machen. Mit über 100 Zeitschriftenartikeln und Konferenzbeiträgen wurde ihre Arbeit auf Berechnungen in der Bioinformatik, Geoinformatik, Hochenergiephysik, multiskaligen biomedizinischen Wissenschaft, rechnergestützten Arzneimittelentdeckung, intelligenter Fertigung, Gefahrenmanagement angewendet.
Sie leitet Kurse in Data Science und Big Data auf den Online-Lernplattformen Coursera und EdX. Sie ist auch Mitglied der Redaktionsausschüsse mehrerer Zeitschriften und der Organisationskomitees einer Vielzahl von Konferenzen und Workshops im Zusammenhang mit technischer und wissenschaftlicher Informatik.

## Auszeichnungen (Auswahl)
- 2013: Pi-Person des Jahres, San Diego Supercomputer Center (SDSC)
- 2014: HPCwire Award[3]
- 2015: IEEE TCSC Award for Excellence in Scalable Computing for Early Career Researchers
- 2016: Eingeladener Workshop-Sprecher des Büros für Wissenschafts- und Technologiepolitik des Weißen Hauses[4]
- 2017: ACM SIGHPC Emerging Woman Leader in Technical Computing Award[5]
- 2018: Fellow des Halıcıoğlu Data Science Institute (HDSI)[6][7]
- 2018: CENIC Innovation Award[8]